# Anoectangium stracheyanum
Anoectangium stracheyanum là một loài Rêu trong họ Pottiaceae. Loài này được Mitt. mô tả khoa học đầu tiên năm 1859.